# Scream In Darkness
«Scream In Darkness» - российский музыкальный коллектив, основанный в 2004 году в Москве и исполняющий музыку в жанре мелодичный дэт-метал. По состоянию на июль 2015 года группа «Scream In Darkness» выпустила три полноформатных студийных альбома и два сингла, принимала участие в международной музыкальной выставке Музыка-Москва (2008 г.), международном белорусском фестивале MetalCrowd (2010, 2012 гг.), международном музыкальном конкурсе Hard Rock Rising (2013 г.), российском open air фестивале Metal Hail Fest в Сибири (2015 г.); выступала с такими группами как Dark Tranquillity, Graveworm, Бони НЕМ, Demons of Guillotine, Rossomahaar и др., а также неоднократно участвовала в концертах, посвящённых памяти Даймбэгу Дарреллу и группе Pantera.

## История

### 2004-2007
История группы «Scream In Darkness» берёт своё начало в ноябре 2004 г. Основателями являются Макс Крюков - гитара и Головко Юрий - бас-гитара. В то далекое время коллектив носил название «Fallen Angel», а в качестве основного музыкального направления был выбран Death Metal. На поиски вокала и барабанщика ушло, в общей сложности, 9–10 месяцев. 15 октября 2005 года группа (уже под именем «Scream In Darkness») дает дебютный концерт в клубе «Релакс», который получается достаточно удачным. C того вечера начинается история концертов и развития группы «Scream In Darkness».
В первой половине 2006 г. группа начинает запись дебютного альбома, который вышел самиздатом в июне 2006 г. под названием «Scream In Darkness».
В записи этого альбома принимали участие:
- Максим Крюков - гитара
- Головко Юрий - бас-гитара, скриминг-вокал
- Алексей Большаков - гроулинг-вокал
- Александр Бычков - барабаны

Презентация дебютного альбома прошла в московском клубе «Релакс» в ноябре 2006 г.

### 2007-2012
В 2007 г. Алексея Большакова (из-за разных взглядов на творчество группы) сменяет гроулинг вокалист Андрей Андреев. Также группу покидает барабанщик Александр Бычков (который уходит играть в группу Мастер), его место временно заменяет (многим знакомый) сессионный барабанщик Андрей Ищенко (Catharsis, Аркона, Hieronymus Bosch и т. д...). Кроме того, под впечатлением от дебютного альбома, к группе присоединился известный текстовик Георгий Арустамьян (работавший над текстами для групп Catharsis, Чёрный Обелиск, Everlost). Георгий (в период с 2007 по 2009 гг.) написал десять текстов для нового (второго по счету) студийного альбома «Scream In Darkness», получившего название «Против Течения Боли».
В записи этого альбома принимали участие:
- Максим Крюков - гитара
- Головко Юрий - бас-гитара, скриминг-вокал
- Андрей Андреев - гроулинг-вокал
- Андрей Ищенко - барабаны
- Александр Боганов - гитара

Альбом выходит на лейбле Irond в конце апреля 2009 г. После записи этого полнометражника, группу покидает гитарист Александр Боганов, на замену которого, тут же встаёт Михаил Пономарёв. А также группа находит замену Андрею Ищенко, которым становится барабанщик Игорь Сорокин.
В конце 2010 г. «Scream In Darkness» выпускают сингл «Калигула», который должен был продемонстрировать дальнейшее направление развития творческой мысли группы. Для записи сингла была выбрана студия - «KIV Records».
В начале 2011 года гитарист Михаил Пономарёв покидает коллектив из-за разногласий во взглядах на работу в группе. В начале осени 2011 года «Scream In Darkness» собираются в студии для записи нового сингла «Одиночество». На этот раз, запись проходила в уже хорошо зарекомендовавшей себя студии Аркадия "Навахо". Также, осенью 2011 года, в группу возвращается бывший гитарист коллектива - Александр Боганов.

### 2012-2016
2012 г. приносит группе значительные перемены в составе - «Scream In Darkness» принимают решение дальше творить втроем. Первое выступление в таком составе проходит в рамках международного фестиваля «MetalCrowd» 2012 г. в Беларуси, а затем и на международном конкурсе «Hard Rock Rising» в 2013 году. И эти выступления показывают, что группа успешно справляется со своей задачей делать качественный метал. Немного меняется и звучание коллектива - оно становится более мелодичное и осмысленное. Результатом такой работы становится третий полноформатный альбом «Час Кровавых Причастий», выпущенный в марте 2014 года, и высоко оценённый рецензентами зарубежных журналов и метал-порталов (рецензии на разных языках можно почитать ниже в разделе "Пресса"). Так же, в марте 2014 г., «Scream In Darkness» отмечают свой десятый день рождения.
В записи альбома "Час Кровавых Причастий" принимали участие:
- Макс Крюков - гитара, гроулинг-вокал, программирование
- Головко Юрий - бас-гитара, скриминг-вокал
- Игорь Сорокин - барабаны

### 2016-н.в.
В конце 2015 года, после семи лет сотрудничества и совместного творчества, группу покидает барабанщик Игорь Сорокин. С 2016 года Scream In Darkness берет паузу длинной в один год и параллельно подыскивает нового барабанщика. Также принимается решение поиска второго гитариста. В 2017-м году эти два человека находятся и группа возобновляет концертную деятельность. За барабанную установку садится Николай Гладких, а за гитару Роман Ильясафов.
В таком составе, в 2019 году, группа принимает участие в фестивале Ural Music Night и готовится к записи четвертого полноформатного альбома.

## Дискография
- 2006 - Scream In Darkness
- 2009 - Против Течения Боли
- 2010 - Калигула (сингл)
- 2011 - Одиночество (сингл)
- 2014 - Час Кровавых Причастий
- 2023 - Судный день

## Видеография
- 2009 — видеоклип на песню «Ступени (только вниз)»
- 2023 — видеоклип на песню «Кровавая ванна»

## Состав группы

### Актуальный состав
- Макс Крюков - гитара, гроулинг-вокал, программирование
- Роман Ильясафов - гитара
- Николай Гладких - барабаны

### Бывшие участники
- Головко Юрий - бас-гитара, скриминг-вокал
- Андрей Андреев - гроулинг-вокал (2007-2012)
- Алексей Большаков - гроулинг-вокал (2005-2007)
- Александр Боганов - гитара (2007-2009, 2011-2012)
- Михаил Пономарёв - гитара (2009-2011)
- Андрей Ищенко - барабаны (2007-2009)
- Александр Бычков - барабаны (2005-2007)
- Игорь Сорокин - барабаны (2009 - 2016)

## Пресса

### Рецензии
- Рецензия на альбом "Час Кровавых Причастий" от польских Warheim.org
- Рецензия на альбом "Час Кровавых Причастий" от Lost in Chaos (Индонезия)
- Рецензия на альбом "Час Кровавых Причастий" от Brutalism.com
- Рецензия на альбом "Час Кровавых Причастий" от испанского портала MetalCry
- Рецензия на альбом "Час Кровавых Причастий" от итальянского портала TrueMetal!

### Интервью
- Интервью с группой Scream in Darkness в новом номере ATMOSFEAR #13
- Интервью для журнала DarkCity #50
- Интервью для журнала DarkCity #47

### Эфиры на радио
| Дата и время      | Название радио                      | Передача                                          |
| ----------------- | ----------------------------------- | ------------------------------------------------- |
| 16.03.2014, 23:00 | Говорит Москва (радиостанция, 2014) | «ХОРОШО ТЕМПЕРИРОВАННЫЙ ЭФИР С АНТОНОМ КОРОЛЁВЫМ» |
| 06.03.2014, 21:00 | Galaxy Standard Radio               | «GS ROCK ME UP»                                   |

### Упоминания
- Упоминание группы Scream In Darkness на сайте Zvuki.ru в статье "Игра в классиков"